# 토드 앤드루스

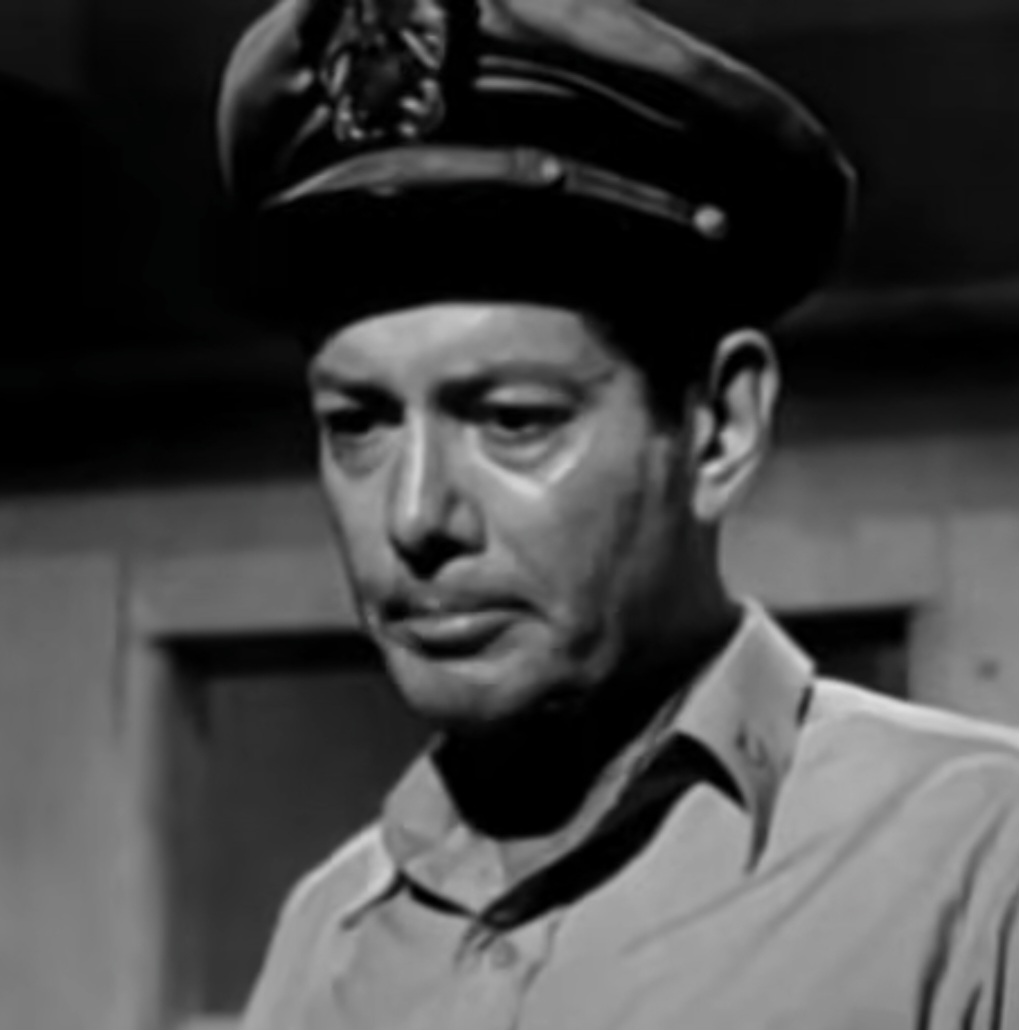

토드 앤드루스(영어: Tod Andrews, 본명: 시어도어 에드윈 앤더슨, 본명 영어: Theodore Edwin Anderson, 1914년 11월 10일 ~ 1972년 11월 7일)는 미국의 배우이다.
뉴욕에서 태어났으며 베벌리힐스에서 사망하였다. 사인은 심근 경색이다.

## 영화
- 혹성 탈출 2 - 지하 도시의 음모 (1970년) - 선장 역
- 인 함스 웨이 (1965년)
- 프럼 헬 잇 케임 (1957년)
- 천국과 지옥 (1956년)
- 아웃레이지 (1950년)
- 서스펜스 (1949년)
- 부두 맨 (1944년)
- 돌아온 유인원 인간 (1944년)
- 천국은 기다려준다 (1943년)
- 나우 보이저 (1942년)